# Michael Goldie
Michael Goldie (Edmonton, Londres, 26 de fevereiro de 1932 — França, 17 de junho de 2013) foi um ator de personagem britânico, ativo entre 1963 e 1996.
Goldie estrelou ou apareceu em vários seriados de televisão, incluindo Coronation Street, Doctor Who (nos seriados The Dalek Invasion of Earth e The Wheel in Space), Wycliffe, Inspector Morse, The Bill e Z-Cars. Seus filmes incluem Doctor in Distress (1963), Where the Bullets Fly (1966), The Body Stealers (1969), The Horror of Frankenstein (1970), The Pied Piper (1972), Lady Jane (1986) e Robin Hood - O Príncipe dos Ladrões (1991).